# Вомбатовые
Вомба́товые, или во́мба́ты (лат. Vombatidae), — семейство сумчатых млекопитающих из отряда двурезцовых, обитающих в Австралии. Вомбаты — роющие норы травоядные животные, внешне напоминающие маленьких медведей или гигантского хомяка.

## Описание
Внешне вомбат напоминает медвежонка или очень крупного хомяка. По строению тела и отдельных деталей организма он имеет много общего с коалой, но в действительности их родство достаточно отдалённое.
Длина тела вомбата — от 70 до 130 см, вес — от 20 до 45 кг. Самым крупным из ныне живущих является широколобый вомбат. Среди вымерших вомбатовых были виды, значительно превосходившие по размерам современных представителей семейства. Так, живший в плейстоцене Phascolonus gigas весил около 200 кг.
Туловище толстое, устроено компактно. Голова большая, производит впечатление слегка расплющенной с боков, глаза маленькие, уши округлые, небольшие, прижаты к голове. Нос у обыкновенного вомбата — голый, у остальных видов — волосатый. Хвост короткий. Конечности короткие и сильные, на каждой из них пять пальцев, из которых внешние четыре увенчаны большими когтями, приспособленными для копания земли. Шерсть тёмная, серых или коричневых оттенков, в зависимости от вида.
Челюсти и зубы вомбатовых проявляют сходство с грызунами. В верхнем и нижнем ряду у вомбатов имеется по паре передних режущих зубов. Жевательные зубы построены весьма просто, угловые зубы отсутствуют. У вомбатовых наименьшее количество зубов среди сумчатых — 12.
У вомбатов острый слух и обоняние, но довольно слабое зрение. Несмотря на внешнюю неуклюжесть, они очень быстрые: спасаясь от опасности, вомбат может легко влезть на дерево, нырнуть в водоём или убежать. Могут бежать со скоростью до 40 км/ч, а на коротких дистанциях достигают скорости в 60 км/ч.

## Распространение
Вомбатовые обитают в южной и восточной части Австралии, в штатах Южная Австралия, Виктория, Новый Южный Уэльс, Квинсленд и Тасмания. Распространены в различных местообитаниях, но нуждаются в подходящей для рытья нор почве.
Короткошёрстные особи вомбатовых проживают в штатах Новый Южный Уэльс и Южная Австралия, Виктория. Меньшие по размерам подвиды живут на островах Тасмания и Флиндерс. Они занимают территории с удобными для рытья нор почвами в лесах и редколесьях, пустошах и альпийских зонах.
Длинношёрстные вомбатовые живут на юго-востоке штата Южная Австралия, на западе штата Виктория, юго-западе Нового Южного Уэльса, в центре и на юге Квинсленда. Они выбирают места с лесной растительностью, заросшие кустарником, открытые пространства с полузасушливым климатом, а южные виды – в засушливых регионах, в лесах, кустарниковых степях.

## Образ жизни

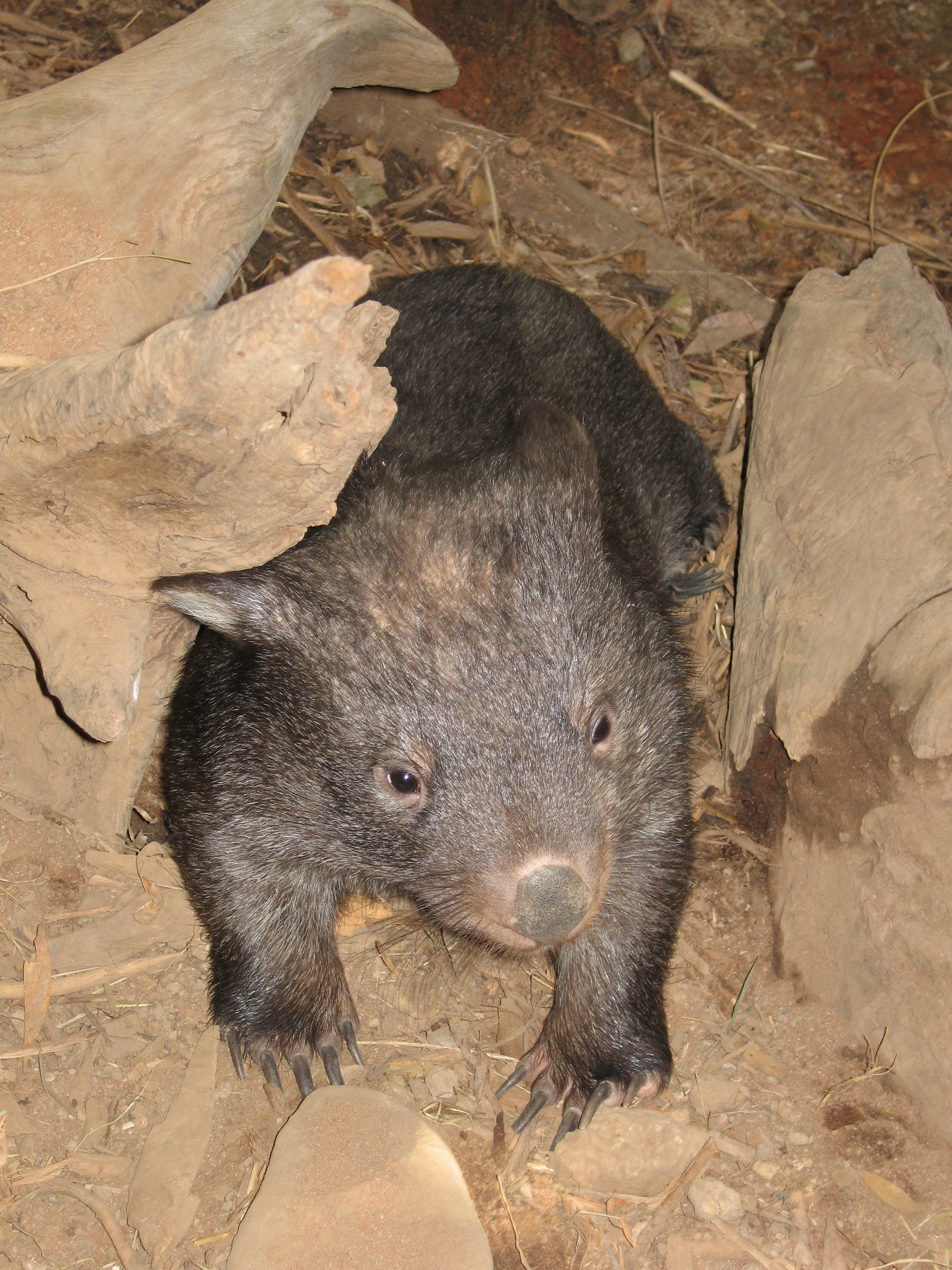

Вомбаты своими острыми когтями вырывают в земле жилые пещеры, которые иногда образуют сложные туннельные системы. Как правило, большинство из этих систем достигают около 20 метров в длину и 3,5 метров в глубину. Если участки отдельных особей пересекаются, пещеры могут в различное время использоваться разными особями. Вомбаты активны ночью, когда выходят на поиски пищи. Днём они отдыхают в своих убежищах.
У взрослого вомбата почти нет естественных врагов. Одним из немногих является ввезённый человеком динго. Кроме того, опасность может представлять тасманийский дьявол. Задняя часть тела вомбата чрезвычайно тверда из-за толстой кожи, хрящей и костей. В случае опасности они могут, повернувшись задом, блокировать свою нору и отразить большинство нападающих либо раздавить их конечности о стены своей жилой пещеры. В задней части спины, на тазовых костях, у вомбата есть нечто вроде щитка, защищающего его при нападении сзади. Он наносит также сильные удары головой — бодается, как баран или козёл. Если собака залезает в его нору, он поджидает её, не сходя с места, а затем старается загнать в угол, к стенке норы, и там задушить при помощи щитка. Гораздо чаще в смерти вомбата бывает виноват человек: в частности, много вомбатов гибнет под колёсами автомобилей. В областях, где воздействие человека невелико, численность вомбатов определяется наличием подходящего корма.
Площадь участков вомбатов варьирует в зависимости от внешних условий от 5 до 25 га. Территория помечается экскрементами и построенными жилищами, и защищает свой участок вомбат подчас довольно агрессивно.

## Пища
Вомбаты едят молодые побеги трав. Иногда в пищу употребляются также корни растений, мхи, грибы и ягоды.
Разделённая верхняя губа позволяет вомбатам очень точно выбирать то, что они едят. Благодаря ей передние зубы могут доходить прямо до земли и срезать даже самые маленькие побеги. Важную роль при выборе пищи у активных ночью вомбатов играет обоняние.
Обмен веществ у вомбатов весьма медленный и эффективный. Чтобы переварить еду, им необходимо до 14 дней. Вомбаты — самые экономные потребители воды из всех млекопитающих после верблюда: им достаточно всего 22 мл воды на кг массы тела в сутки. Даже такие прекрасно приспособленные к условиям жизни в Австралии животные, как представители семейства кенгуровых, расходуют воды вчетверо больше. Вомбаты плохо переносят холод.
Фекалии вомбатов имеют форму кубиков, что вызвано особым строением их финальной части кишечника.

## Размножение

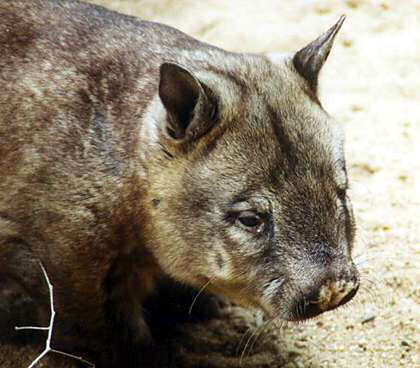
Квинслендский вомбат (Lasiorhunus krefftii)

Вомбаты размножаются на протяжении всего года везде, кроме засушливых регионов, где их размножение скорее сезонное. Сумки у самок повёрнуты назад, чтобы при копании в них не попадала земля. Несмотря на то, что у самки имеются два соска, одновременно рождается и воспитывается лишь один детёныш. Потомство от шести до восьми месяцев растёт в сумке матери и в течение следующего года остаётся вблизи.
Половой зрелости самцы достигают в возрасте двух лет, самки — трёх лет. Продолжительность их жизни в природе достигает 15 лет, в неволе они иногда доживают и до 25. Старейший зарегистрированный вомбат дожил в неволе до 34 лет; второй долгожитель — Патрик из Балларатского парка дикой природы — прожил более 31 года и скончался 18 апреля 2017 года.

## Классификация
В семейство включают три современных вида, объединённых в два рода:
- Род Lasiorhinus — Волосатоносые вомбаты, или длинношёрстные вомбаты, или шерстоносые вомбаты
  - Lasiorhinus krefftii — Квинслендский вомбат[14][3]
  - Lasiorhinus latifrons — Длинношёрстный вомбат[14][3], или шерстоносый вомбат[3], или широколобый вомбат[3]
- Род Vombatus — Короткошёрстные вомбаты, или голоносые вомбаты
  - Vombatus ursinus — Короткошёрстный вомбат, или голоносый вомбат, или тасманийский вомбат

Вомбатовые появились около 18 млн лет назад, в миоцене, известны ещё пять вымерших родов, в том числе Phascolonus. Ближайшие современные родственники вомбатовых — представители семейства коаловых. С ними у вомбатовых имеются многочисленные сходства в строении зубов, черепа и сперматозоидов. Тем не менее существует и ряд морфологических различий, указывающих на то, что эволюционные линии коаловых и вомбатовых разошлись примерно 36 млн лет назад.
Ещё более близким родственником вомбатовых был дипротодон, гигантский представитель сумчатых размером с носорога, вымерший всего около 40 тысяч лет назад.

## Угрозы
После заселения Австралии европейцами ареал вомбатовых значительно сократился. Причинами этому были разрушение их местообитаний, конкуренция с привезёнными видами (в частности, с домашней кошкой) и охота на вомбатов. Мясо их имеет довольно специфический привкус, однако употреблялось в пищу первыми белыми поселенцами. От квинслендского вомбата сегодня осталось лишь 118 экземпляров, живущих в маленьком заповеднике в Квинсленде. Другие два вида встречаются чаще и пока не находятся под угрозой исчезновения.

## Приручение
Вомбаты имеют довольно добродушный характер, любят ласку и легко приручаются. Могут жить в доме и в некоторых пределах поддаются дрессировке. В Австралии их иногда держат в качестве домашних любимцев. Однако при общении с вомбатами, особенно дикими, требуется соблюдение известной осторожности: они пугливы, не очень сообразительны и имеют, как многие сумчатые, трудно предсказуемое поведение; приняв действия человека за агрессию, они могут, обороняясь, укусить или нанести серьёзную рану острыми когтями. Взрослый вомбат довольно тяжёл и силён и может представлять опасность даже для взрослого человека. Кроме того, из-за склонности к рытью нор они могут подрывать стены, ограды, вредить зелёным насаждениям.

## В культуре
- В честь вомбатов названы город, астероид, группа, его имя совпадает с названием противотанкового орудия.
- Вомбата держал дома Д. Г. Россетти. Распространено заблуждение[15], что именно это животное стало прототипом Сони из «Алисы в Стране чудес». Однако у Россетти вомбат появился в 1869 году[16], через 4 года после опубликования сказки.
- Версия 0.7 дистрибутива Arch Linux имела кодовое имя «Вомбат» (Wombat).
- Австралийская писательница Рут Парк написала сказку «Бестолковый вомбат». В 1991 году студия «Укранимафильм» сняла по этому произведению одноимённый мультипликационный фильм[17].
- Ручной вомбат фигурирует в австралийском приключенческом фильме для детей режиссёра Дэвида Вэддингтона «Барни» (Barney, 1976).